# Ivan Deluca
Ivan Deluca (* 28. Juli 1997 in Sterzing) ist ein italienischer Eishockeyspieler, der seit 2021 beim HC Pustertal in der Österreichischen Eishockey-Liga unter Vertrag steht.

## Karriere
Ivan Deluca begann seine Karriere als Eishockeyspieler bei den WSV Sterzing Broncos aus seiner Geburtsstadt, bei denen er zunächst die verschiedenen Jugendklassen durchlief. Dabei wurde er 2013 italienischer U16-Meister. 2015 gewann er mit dem Klub sowohl den U18- als auch den U20-Titel. 2013 debütierte er als 16-Jähriger in der ersten Mannschaft des Klubs aus dem südlichen Wipptal in der Elite.A, wie sich die höchste italienische Spielklasse damals nannte. 2016 wechselte er mit dem Klub in die neugegründete Alps Hockey League. 2018 schloss er sich dem HC Bozen an, der als italienischer Klub gerade die Österreichische Eishockey-Liga gewonnen hatte. 2021 wechselte er zum HC Pustertal, der zu dieser Spielzeit als zweiter italienischer Klub in die Liga aufgenommen wurde.

### International
Für Italien nahm Deluca zunächst an den U18-Weltmeisterschaften der Division I 2014 und 2015, bei der er zum besten Spieler seiner Mannschaft gewählt wurde, teil. Mit der italienischen U20-Auswahl spielte er bei der Weltmeisterschaft 2017 ebenfalls in der Division I.
Mit der Herren-Auswahl Italiens spielte er erstmals bei der Weltmeisterschaft 2018 in der Division I, wo er als bester Vorlagengeber mit zum Aufstieg der Italiener in die Top-Division beitrug. Bei den Weltmeisterschaften 2019, 2021 und 2022 spielte er dann in der Top-Division. Nach dem Abstieg 2022 trat er 2023 wieder in der Division I an. Zudem vertrat er seine Farben bei der Olympiaqualifikation für die Winterspiele in Peking 2022.

## Erfolge und Auszeichnungen
- 2013 Italienischer U16-Meister mit den WSV Sterzing Broncos
- 2015 Italienischer U18-Meister mit den WSV Sterzing Broncos
- 2015 Italienischer U20-Meister mit den WSV Sterzing Broncos
- 2018 Aufstieg in die Top-Division bei der Weltmeisterschaft der Division I, Gruppe A
- 2018 Meiste Vorlagen bei der Weltmeisterschaft der Division I, Gruppe A

## Karrierestatistik
(Legende zur Spielerstatistik: Sp oder GP = absolvierte Spiele; T oder G = erzielte Tore; V oder A = erzielte Assists; Pkt oder Pts = erzielte Scorerpunkte; SM oder PIM = erhaltene Strafminuten; +/− = Plus/Minus-Bilanz; PP = erzielte Überzahltore; SH = erzielte Unterzahltore; GW = erzielte Siegtore; 1 Play-downs/Relegation; Kursiv: Statistik nicht vollständig)